# エコーズ、サイレンス、ペイシェンス・アンド・グレイス
『エコーズ、サイレンス、ペイシェンス・アンド・グレイス』（Echoes, Silence, Patience & Grace）は2007年にリリースされたアメリカのロック・バンド フー・ファイターズの6作目のスタジオ・アルバム。

## 概要
前作『スキン・アンド・ボーンズ』から8ヶ月ぶり、スタジオ・アルバムとしては『イン・ユア・オナー』から2年3ヶ月ぶりのアルバム。2作目『ザ・カラー・アンド・ザ・シェイプ』以来10年ぶりにギル・ノートンとタッグを組み制作された。
翌年の第50回グラミー賞で、今作が最優秀ロック・アルバム賞、先行シングル『ザ・プリテンダー』が最優秀ハードロック・パフォーマンス賞を受賞した。
2008年3月26日に来日を記念して、2006年6月17日に行われたハイド・パークでのライブ映像を収録したDVDが付属する『来日記念スペシャル・エディション』がリリースされた。

## 収録曲
| 全作詞・作曲: フー・ファイターズ（特筆除く）。 | |                                |                                |      |
| #                                              | タイトル | 作詞                           | 作曲・編曲                     | 時間 |
| 1.                                             | 「ザ・プリテンダー」(The Pretender)                                                                           | フー・ファイターズ（特筆除く） | フー・ファイターズ（特筆除く） | 4:29 |
| 2.                                             | 「レット・イット・ダイ」(Let It Die)                                                                          | フー・ファイターズ（特筆除く） | フー・ファイターズ（特筆除く） | 4:05 |
| 3.                                             | 「イレイス/リプレイス」(Erase/Replace)                                                                        | フー・ファイターズ（特筆除く） | フー・ファイターズ（特筆除く） | 4:13 |
| 4.                                             | 「ロング・ロード・トゥ・ルイン」(Long Road To Ruin)                                                           | フー・ファイターズ（特筆除く） | フー・ファイターズ（特筆除く） | 3:44 |
| 5.                                             | 「カム・アライヴ」(Come Alive)                                                                                | フー・ファイターズ（特筆除く） | フー・ファイターズ（特筆除く） | 5:10 |
| 6.                                             | 「ストレンジャー・シングス・ハヴ・ハプンド」(Stranger Things Have Happened)                                   | デイヴ・グロール               | デイヴ・グロール               | 5:21 |
| 7.                                             | 「チア・アップ、ボーイズ (ユア・メイク・アップ・イズ・ランニング)」(Cheer Up, Boys (Your Make Up Is Running)) | フー・ファイターズ（特筆除く） | フー・ファイターズ（特筆除く） | 3:41 |
| 8.                                             | 「サマーズ・エンド」(Summer's End)                                                                            | フー・ファイターズ（特筆除く） | フー・ファイターズ（特筆除く） | 4:37 |
| 9.                                             | 「バラード・オブ・ザ・ビーコンズフィールド・マイナーズ」(Ballad of the Beaconsfield Miners)                   | デイヴ・グロール               | デイヴ・グロール               | 2:32 |
| 10.                                            | 「スタチューズ」(Statues)                                                                                     | フー・ファイターズ（特筆除く） | フー・ファイターズ（特筆除く） | 3:47 |
| 11.                                            | 「バット、オネストリー」(But, Honestly)                                                                       | フー・ファイターズ（特筆除く） | フー・ファイターズ（特筆除く） | 4:35 |
| 12.                                            | 「ホーム」(Home)                                                                                              | フー・ファイターズ（特筆除く） | フー・ファイターズ（特筆除く） | 4:52 |
| 合計時間:                                      | 合計時間: | 51:06                          |                                |      |

| #   | タイトル                                                         | 作詞 | 作曲・編曲 | 時間 |
| --- | ---------------------------------------------------------------- | ---- | ---------- | ---- |
| 13. | 「ワンス・アンド・フォー・オール (デモ)」(Once & for All (demo)) |      |            | 3:47 |
| 14. | 「セダ」(Seda)                                                   |      |            | 3:44 |

| #  | タイトル                              | 作詞 | 作曲・編曲 |
| -- | ------------------------------------- | ---- | ---------- |
| 1. | 「イン・ユア・オナー」(In Your Honor) |      |            |
| 2. | 「オール・マイ・ライフ」(All My Life) |      |            |
| 3. | 「ベスト・オブ・ユー」(Best of You)   |      |            |
| 4. | 「ジェネレーター」(Generator)         |      |            |
| 5. | 「モンキー・レンチ」(Monkey Wrench)   |      |            |

## 特筆すべき楽曲
1.ザ・プリテンダー (The Pretender)
- 先行シングル。第50回グラミー賞最優秀ハードロック・パフォーマンス賞受賞。
- この曲についてデイヴは「政治的な色合いをもったもの」と語っている。
- ミュージック・ビデオは、2021年8月現在までにYouTubeで4億7000万回再生されており、内容はバンドと機動隊が対峙し、ラストは赤い壁が吹き荒れ画面が真っ赤に染まるものとなっている。

4.ロング・ロード・トゥ・ルイン (Long Road To Ruin)
- アルバムから2枚目のシングル・カット。
- ミュージック・ビデオは、過去に「ビッグ・ミー」や「ラーン・トゥ・フライ」を手掛けたジェシー・ペレスが監督を務めた。内容はストーリー仕立てで、メンバーとラシダ・ジョーンズ演じる70年代風メロドラマの出演俳優たち[注 1]の恋や苦悩がコメディタッチで描かれている。

9.バラード・オブ・ザ・ビーコンズフィールド・マイナーズ（Ballad of the Beaconsfield Miners）
- カーキ・キングのアコースティック・ギターのみで構成されたインストゥルメンタル曲。
- 2006年4月、オーストラリアのタスマニア州で起きた、炭鉱に作業員が閉じ込められた事故で、生存者の2人がフー・ファイターズを聴いて気持ちを奮い立たせて救助を待っていたというのを知り、デイヴが彼らのために作曲した。その後デイヴは、彼らを無料でライブに招待したり、ビールを奢ったりするなど友好な関係を持っている。